# FC Qormi
Der FC Qormi ist ein Fußballverein aus der maltesischen Stadt Qormi, der derzeit in der Maltese First Division spielt. Er wurde 1961 gegründet und trägt wie die meisten anderen maltesischen Clubs seine Spiele im Ta’ Qali-Stadion, dem Nationalstadion Maltas, aus.